# إريك إم. جاكسون
إريك إم. جاكسون (بالإنجليزية: Eric M. Jackson)‏ هو شخصية أعمال أمريكي، ولد في 1976.